# Адамівка (Підкарпатське воєводство)
Адамівка (пол. Adamówka) — село в Польщі, у гміні Адамівка Переворського повіту Підкарпатського воєводства, адміністративний центр гміни.
Населення — 1170 осіб (2011).
Поблизу села проходить Воєводська траса № 835.

## Історія
Село було засноване родиною польських магнатів Сенявських. Названо на честь Адама Сенявського, власником сінявських земель. Перша згадка про село — 1668 рік. Джерела вказують, що в той час у селі був великий фільварок, також корчма і млин. Адам Сенявський був останнім представником свого роду, після нього село та інші маєтності перейшло до Чарторийських
У 1831 р. село належало до парохії Майдан Сінявський Ярославського деканату Перемишльської єпархії, при церкві діяла парохіяльна школа, у селі було 163 парафіян.
Відповідно до «Географічного словника Королівства Польського» наприкінці XIX ст. село Адамівка знаходилося в Сінявському повіті. Громада села належала до церковної парафі села Майдан Сінявський. Землі належали княгині Анні Чарторийській..
До Першої світової війни поблизу Адамівки проходив кордон між Австро-Угорщиною і Російською імперією. Під час Першої світової біля села точилися важкі бої. Залишився військовий цвинтар тих часів.
У 1939 році в селі проживало 640 мешканців, з них 280 українців-грекокатоликів, 90 українців-римокатоликів, 250 поляків і 20 євреїв. Село було адміністративним центром ґміни Адамівка Ярославського повіту Львівського воєводства. Греко-католики належали до парафії Майдан Сінявський Сінявського деканату Перемишльської єпархії.
У середині вересня 1939 року німці окупували село, однак вже 28 вересня 1939 року мусіли відступити, оскільки за пактом Ріббентропа-Молотова правобережжя Сяну належало до радянської зони впливу. 27.11.1939 постановою Верховної Ради УРСР село у складі правобережної частини Ярославського повіту в ході утворення Львівської області включене до Любачівського повіту, а 17 січня 1940 року включене до Синявського району. В червні 1941, з початком Радянсько-німецької війни, Адамівка знову була окупована німцями. В липні 1944 року радянські війська оволоділи селом, а в жовтні 1944 року правобережжя Сяну зі складу Львівської області передано Польщі.
1945 року 46 сімей (185 осіб) української громади були виселені до Дрогобицької області УРСР.
З 1975 по 1998 село знаходилося у Перемишльському воєводстві.
У 1975-1998 роках село належало до Перемишльського воєводства.

## Пам'ятки
- військовий цвинтар часів Першої світової війни, розміщений на півдорозі між Теплицями і Адамівкою. Стан — недоглянутий, без надгробків.

## Демографія
Демографічна структура станом на 31 березня 2011 року:
|          | Загалом | Допрацездатний вік | Працездатний вік | Постпрацездатний вік |
| -------- | ------- | ------------------ | ---------------- | -------------------- |
| Чоловіки | 590     | 146                | 401              | 43                   |
| Жінки    | 580     | 128                | 360              | 92                   |
| Разом    | 1170    | 274                | 761              | 135                  |